# End (Explosions in the Sky)
End è l'ottavo album in studio del gruppo musicale statunitense Explosions in the Sky, pubblicato nel 2023.

## Tracce
1. Ten Billion People – 6:29
2. Moving On – 4:33
3. Loved Ones – 6:10
4. Peace or Quiet – 6:26
5. All Mountains – 7:25
6. The Fight – 6:20
7. It's Never Going to Stop – 8:03